# Cliff Adams Singers
De Cliff Adams Singers hadden in 1959 een hit met het nummer Morgen. Zanger Cliff Adams presenteerde vanaf 1967 de radioshow "Sing Something Simple" op de BBC tot aan zijn dood.

## Discografie

### Singles
| Single met eventuele hitnotering(en) in de Nederlandse Top 40 | Datum van verschijnen | Datum van binnenkomst | Hoogste positie | Aantal weken | Opmerkingen |
| ------------------------------------------------------------- | --------------------- | --------------------- | --------------- | ------------ | ----------- |
| Pre-Top 40                                                    |                       |                       |                 |              |             |
| Morgen                                                        |                       | 12-1959               | 3               | 3M           |             |
| M = aantal maanden (Pre-Top 40)                               |                       |                       |                 |              |             |